# Мамедов, Тофик Магомед оглы
Тофик Магомед оглы Мамедов (азерб. Tofiq Məhəmməd oğlu Məmmədov; 5 августа 1935, Шарур, Нахичеванская АССР — 21 мая 2019, Баку) — азербайджанский историк, доктор исторических наук, ведущий научный сотрудник Института истории имени А. Бакиханова НАНА.

## Биография
Тофик Мамедов родился 5 августа 1935 года в городе Шарур Шарурского района Нахичеванской АССР Азербайджанской ССР. Окончил исторический факультет Азербайджанского государственного университета. Защитил диссертацию на соискание ученой степени доктора исторических наук по специальности 07.00.02 — Отечественная история «Кавказская Албания IV—VII вв.». Преподавал в Азербайджанском государственном университете в 1970—1972 и 1992—1994 гг. Мамедов Т. — ведущий научный сотрудник Института истории имени А. Бакиханова НАНА.

## Научная деятельность
Научные работы Т. Мамедова посвящены исследованиям отечественной истории. Им впервые в азербайджанской историографии на основе широкого круга греческих-латинских, византийских, древнеармянских, сирийских, грузинских, арабских источников с учётом результатов новейших азербайджанских и зарубежных историков и привлечением опубликованных археологических и этнографических материалов исследована история Кавказской Албании в IV—VII вв.
Т. Мамедов — автор 30 опубликованных научных работ, 3 монографий.

### Некоторые научные работы
- Государственная власть и войско Кавказской Албании в IV—VII вв. — Докл. АН Азерб. ССР, 1972, т. XXVIII, № 2
- К вопросу об этническом составе Азербайджана в IV—VIII вв., Докл. АН Азерб. ССР, 1975, т. XXXI, № 9
- Албания и Атропатена по древнеармянским источникам (IV—VII вв.), Баку, «Элм», 1977 г.
- История Азербайджана. Баку, «Элм», 1979 г.
- Кавказская Албания (IV—VII вв.). Баку, «Маариф», 1993 г.